# 安東尼奧·加德斯
安東尼奧·加德斯（Antonio Gades，1936年11月14日—2004年7月20日) 是西班牙佛朗明哥舞者、編舞家。
他對佛朗明哥的國際知名度做出了很大的貢獻，最有名的舞作包含了Prosper Merimée的「卡門」、费德里戈·加西亚·洛尔卡的「血婚」、還有改編Manuel de Falla的「愛情魔術師」。他在這些電影中，與跟西班牙導演Carlos Saura還有佛朗明哥女舞者Cristina Hoyos密切的合作。
他在1978年幫助創立了西班牙國家舞團，並且出任藝術總監的職務。

## 電影
- 塔蘭多人 1963
- With the East Wind 1966
- El amor brujo 1967
- The Last Meeting 1967
- 血婚 1981
- 卡門 1983
- 魔幻之愛 1986